# Loreo

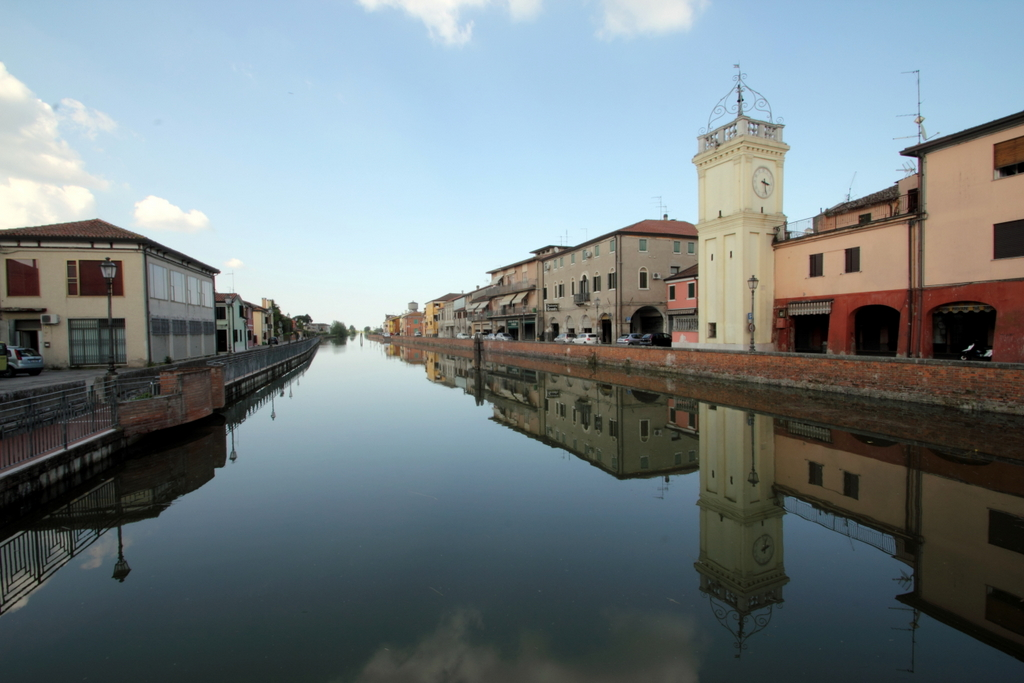
Imagen del canal de Loreo ya la derecha de la torre cívica.

Loreo es una localidad y comune italiana de la provincia de Rovigo, región de Véneto, con 3.806 habitantes.

## Evolución demográfica
| Gráfica de evolución demográfica de Loreo entre 1861 y 2001 |
|                                                             |
| Fuente ISTAT - elaboración gráfica de Wikipedia             |